# Llop mexicà

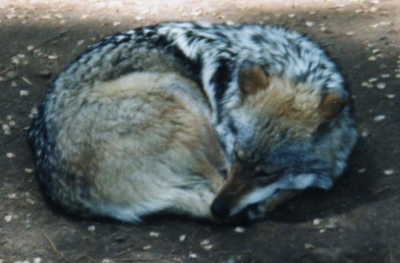
Llop mexicà al zoo de Battle Creek, Michigan

El llop mexicà (Canis lupus baileyi) és una subespècie del llop (Canis lupus).

## Descripció
- Fa 127–163 cm de llargària des del nas fins a la cua i 61–81 cm d'alçària fins a les espatlles.
- Pesa entre 22,5 i 40,5 kg.
- El seu pelatge és, normalment, una barreja de negre, blanc i gris.[2]

## Alimentació
Menja cèrvids, antílops, conills i d'altres rosegadors petits.

## Distribució geogràfica
Es troba a Mèxic i Arizona (els Estats Units).

## Estat de conservació
Fins a la dècada de 1900, s'estenia per tot el centre de Mèxic, Arizona, Nou Mèxic i Texas occidental però fou en aquest moment quan els colons d'aquests territoris començaren a caçar les preses habituals d'aquest llop, la qual cosa el va obligar a alimentar-se de bestiar i, com a conseqüència, va començar la cacera també d'aquesta subespècie. Cap a la dècada de 1950, ja estava gairebé exterminat als Estats Units a causa de l'acció dels caçadors i de les agències governamentals (el darrer del que se'n té constància fou mort el 1970). Des de llavors, el seu nombre ha augmentat a través de la cria en captivitat i se n'han alliberat exemplars en el seu hàbitat natural però segueix essent rar.